# Dragon's Breath Blue
 (mars 2025).
Si vous disposez d'ouvrages ou d'articles de référence ou si vous connaissez des sites web de qualité traitant du thème abordé ici, merci de compléter l'article en donnant les références utiles à sa vérifiabilité et en les liant à la section « Notes et références ».
Le Dragon's Breath Blue est un fromage régional de Nouvelle-Écosse au Canada. C'est un fromage à pâte persillée vendu dans de la cire noire. Sa texture va de molle et crémeuse à une texture dure proche de celle du beurre.